# 조제프 베슈
조제프 베슈(룩셈부르크어: Joseph Bech, 1887년 2월 17일 ~ 1975년 3월 8일)는 룩셈부르크의 정치인이다. 소속 정당은 우파 정당(1914년 ~ 1944년), 기독사회인민당(1944년 ~ 1975년)이다.

## 생애
프라이부르크, 파리에서 법학을 전공했으며 1912년에는 법학 박사 학위를 취득했다. 1914년에는 변호사 자격을 취득했고 같은 해에 실시된 룩셈부르크 하원 선거에서 우파 정당 후보로 출마하여 당선되었다.
1921년 4월 15일에는 에밀 로이터(Émile Reuter) 내각에서 내무부 심의관, 교육부 심의관으로 임명되었다. 1925년에는 우파 정당이 연립 정부에서 탈퇴하면서 피에르 프륌(Pierre Prüm) 내각이 수립되었다. 1926년에는 룩셈부르크 외무부 장관으로 임명되었으며 1926년 7월 16일부터 1937년 11월 5일까지 룩셈부르크의 총리를 역임했다.
제2차 세계 대전 시기에는 영국 런던에 수립된 룩셈부르크 망명 정부의 외무부 장관을 역임했고 1944년에는 베네룩스 조약 체결에 참여했다. 유럽 연합 창립의 아버지들 가운데 한 사람으로 여겨지며 1955년에는 메시나 회담에 참석했다. 1957년에는 로마 조약 체결에 참여했다.
1951년부터 1953년까지 룩셈부르크 국방부 장관을 역임했으며 1953년 9월 29일부터 1958년 3월 29일까지 룩셈부르크의 총리를 역임했다. 1959년에는 룩셈부르크의 정부 조직에서 떠났고 1959년부터 1964년까지 룩셈부르크 하원 의장을 역임했다.